# Ferrari 275 F1
La Ferrari 275 F1 è una vettura che ha preso parte a due gare del campionato mondiale di Formula 1 1950. Essa ha rappresentato il primo passo verso la realizzazione della 375 F1 con motore di 4 500 cm³.

## Sviluppo
Fermo restando l'adozione di un motore a 12 cilindri, la discussione sul tipo di alimentazione da adottare sulle future vetture da Formula 1 fu quantomai animata. Alla fine si decise di abbandonare il compressore, che sulla 125 F1 aveva provocato non pochi problemi di messa a punto e di consumo eccessivo di carburante, per un più convenzionale motore aspirato da trasferire eventualmente anche su vetture Sport e Granturismo.
Il regolamento della Formula 1 in vigore all'epoca prevedeva una cilindrata massima di 4 500 cm³ per motori atmosferici e di 1 500 cm³ per motori sovralimentati, Aurelio Lampredi decise quindi di concepire un 12 cilindri a V di 60° che avrebbe dovuto raggiungere la cilindrata massima consentita per i motori aspirati in tappe successive.
Il primo passo fu un motore sperimentale di 3 300 cm³ che fece la sua prima apparizione su due 166 MM modificate iscritte alla Mille Miglia del 1950. Pilotate rispettivamente da Alberto Ascari e Luigi Villoresi, furono costrette entrambe al ritiro per via della rottura della trasmissione messa a dura prova dalla potenza del V12. Il propulsore di Maranello era infatti capace di 300 CV a 7 200 giri/min.
Il motore, alimentato da 3 carburatori Weber con distribuzione monoalbero, fu così montato su una monoposto denominata 275 F1 che però fu presto sostituita dalla 340 F1 che rappresentava la tappa intermedia verso la 375 e il motore di 4 500 cm³ (era equipaggiata con un V12 di 4 100 cm³).
Per il resto la vettura si mostrava alquanto convenzionale: telaio a longheroni e traverse, cambio in blocco con il motore, sospensioni a balestre trasversali e ammortizzatori Houdaille.

## Carriera agonistica
La 275 F1 fece il suo esordio al Gran Premio del Belgio 1950 pilotata da Alberto Ascari che terminò al quinto posto alle spalle di Fangio, Fagioli, Rosier e Farina. Pur se incapace di tener testa alle tradizionali rivali, la 275 offrì comunque una chiara indicazione sulla bontà del progetto. Riapparve alle prove del GP di Francia dove non fu schierata alla partenza perché giudicata poco adatta ad un circuito veloce come quello di Reims.
L'ultima apparizione della 275 fu al Gran Premio delle Nazioni a Ginevra dove venne affiancata dalla nuova 340 F1 con motore di 4 100 cm³ e un nuovo telaio. Pilotata da Villoresi, fu costretta al ritiro in seguito ad un'uscita di strada quando occupava la quinta posizione.

## Risultati completi
| 1950 | Squadra          | Gomme | Piloti    | GBR | MON | 500 | SVI | BEL | GER | FRA | ITA | Punti | CMP |
| ---- | ---------------- | ----- | --------- | --- | --- | --- | --- | --- | --- | --- | --- | ----- | --- |
| 1950 | Scuderia Ferrari | P     | Ascari    |     |     |     |     | 5   |     | NP  |     | 11    | 5°  |
| 1950 | Scuderia Ferrari | P     | Villoresi |     |     |     |     |     |     | NP  |     | 0     | 25° |